# Gândul
Gândul – rumuński dziennik wydawany w Bukareszcie. Został założony w 2005 roku.
Ostatni numer dziennika ukazał się 8 kwietnia 2011. Od tej pory pismo jest dostępne wyłącznie w wydaniu internetowym.